# Gout-Rossignol
Gout-Rossignol település Franciaországban, Dordogne megyében. Lakosainak száma 362 fő (2022. január 1.). Gout-Rossignol La Rochebeaucourt-et-Argentine, Champagne-et-Fontaine, La Chapelle-Montabourlet, Cherval, La Tour-Blanche-Cercles, Mareuil en Périgord és Sainte-Croix-de-Mareuil községekkel határos.

## Népesség
A település népességének változása:
| Lakosok száma | 481  | 444  | 463  | 416  | 387  | 384  | 379  | 370  | 367  | 362  |
|               | 1968 | 1982 | 1990 | 2006 | 2013 | 2015 | 2017 | 2019 | 2020 | 2022 |